# Charles Frazier
Charles Frazier, né le 4 novembre 1950  à Asheville en Caroline du Nord, est un romancier américain.

## Biographie
Il élève actuellement des chevaux dans une ferme près de Raleigh en Caroline du Nord, où il vit avec son épouse, Catherine, qui enseigne la comptabilité, et leur fille Annie.
Son premier roman, Cold Mountain  (Atlantic Monthly Press, 1997,  (ISBN 0-87113-679-1)) retrace le voyage d'Inman, un déserteur blessé de l'armée confédérée à la fin de la guerre civile américaine. Il est également l'auteur de Treize lunes, roman qui retrace la destinée hors du commun d'un jeune orphelin blanc adopté par une tribu indienne dont il ira représenter les droits auprès du Sénat américain.

## Œuvres
- Retour à Cold mountain [« Cold Mountain »], trad. de Marie Dumas, Paris, Éditions Calmann-Lévy, 1999, 459 p.  (ISBN 2-7021-2866-1)
- Treize lunes [« Thirteen moons »], trad. de Bernard Cohen, Paris, Éditions Calmann-Lévy, 2008, 521 p.  (ISBN 978-2-87929-580-0)
- A l’orée de la nuit [« Nightwoods »], trad. de Brice Matthieussent, Paris, Éditions Grasset et Fasquelle, 2014, 384 p.  (ISBN 978-2-246-80242-6)